# 川村智保
川村 智保（かわむら ちほ、1896年〈明治29年〉6月19日 - 1993年〈平成5年〉3月9日）は、日本の画家。

## 略歴
- 1896年（明治29年） - 川村由治郎の長男として鶴岡町泉町（現・鶴岡市泉町）に生まれる。
- 1918年（大正7年） - 山形県立荘内中学校（現・山形県立鶴岡南高等学校）卒業
- 1920年（大正9年） - 第8回絵画展覧会 出品
- 1922年（大正11年） - 第10回絵画展覧会 出品
- 1924年（大正13年） - 東京美術学校（現・東京芸術大学）日本画科卒業
  - 東京田原小学校 図画教師
- 東京市立浅草高等実践女学校（現・東京都立台東商業高等学校）  図画教師
- 田原国民学校 図画教師
- 金龍国民学校 図画教師
- 1944年（昭和19年） - 鶴岡に戻る。
- 山形県立余目高等学校（現・山形県立庄内総合高等学校） 美術教師
- 鶴岡市立第1中学校 美術教師
- 鶴岡市立第2中学校 美術教師
- 鶴岡市立第3中学校 美術教師
- 山形県立松嶺高等学校（現・山形県立酒田東高等学校） 美術教師
- 山形県立温海高等学校（現・山形県立鶴岡中央高等学校温海校） 美術教師
- 1976年（昭和51年） - 教師退職
- 1993年（平成5年） - 死去。鶴岡市の太春院に墓がある。

## 作品
- 『行く春』 東京芸術大学大学美術館蔵

## 親族
- 父：川村由治郎 - 染物屋
- 次弟：木村儀三郎 - 画家

## 参考資料
- 鶴岡アートフォーラム
- 文化遺産オンライン